# Wie man eine Raumkapsel verlässt
Wie man eine Raumkapsel verlässt (Originaltitel: What I leave behind) ist ein Jugendroman von Alison McGhee aus dem Jahr 2018. Das Buch wurde sowohl von der Jugend- als auch der Kritikerjury für den Deutschen Jugendliteraturpreis 2022 nominiert.

## Inhalt und Form
Der Roman handelt von Will, einem 16-jährigen Jungen, der in Los Angeles lebt. Er besucht eine Schule, jobbt in einem Ein-Dollar-Shop, seine Mutter geht arbeiten, ist selten zu Hause, und er ist sich weitgehend selbst überlassen. Will hat seine eigene Art, mit seinen traumatischen Erlebnissen umzugehen, dem Tod seines Vaters durch Suizid zum Beispiel oder der Vergewaltigung seiner Kindheitsfreundin Playa. Er backt Maisbrot, wie es sein Vater immer gerne gebacken hat, läuft die immer gleichen Wege durch die Stadt, vorbei an dem Jungen, der auf Schmetterlinge wartet, an Superman, dem Obdachlosen, an dem Hund, der immer bellt. Andere Orte meidet er: die Brücke, von der sein Vater gesprungen ist, das Haus, in dem Playa wohnt, oder den „Voodoo-Laden“, den er mit seinem Vater oft besucht hat, wo das Buch der „Hundert Segenssprüche“ in einer Kiste liegt.
Das Buch ist in hundert Kapitel gegliedert, die jeweils exakt hundert Wörter enthalten. Auf hundert Doppelseiten sind links die hundert Segenssprüche in chinesischer Schrift abgedruckt, rechts steht jeweils der fortlaufende Text.
Eine atmosphärisch wichtige Rolle spielt im Buch David Bowies Space Oddity, der mit „Ground control to Major Tom“ beginnt. So heißt zum Beispiel der Ladenbetreiber des Ein-Dollar-Shops, in dem Will arbeitet, Major Tom. Das Motto seines Vaters, im Buch oftmals zitiert, ist eine Zeile aus Kris Kristoffersons Song Don’t Let The Bastards (Get You Down).

## Rezeption

### Presse
Die Jugendjury des Deutschen Jugendliteraturpreises lobt die Präzision und die Exaktheit der Worte: „Die kurzen, klaren Sätze in der feinfühligen Übersetzung von Birgitt Kollmann kommen ohne vordergründige Dramatik aus. Der Text überzeugt uns durch genau diesen Verzicht und schafft damit Raum für die Beobachtungen eines sensiblen Protagonisten, der seinen Platz in der Welt sucht.“
McGhee und Kollmann ließen durch die kurzen Kapitel einen Sog entstehen, und gäben Will in leisen Worten eine laute Stimme, so die Kritikerjury des DJLP.
„McGhees melancholischer Roman erzählt verdichtetes Leid“, so Steffen Gnam, Frankfurter Allgemeine. Erzählerisch berge das Gefahren. „[…] Wills ironischer Abstand zu den Dingen und Menschen auch als Wohltäter verhindert das“.
Das Buch sei ein, man können es nicht anders nennen, zartes Buch, schreibt Florian Welle in der Süddeutschen Zeitung vom 27. August 2021, obwohl es leise und voll tragischer Ereignisse sei. Über weite Strecken hätte es gar meditative Züge.

### Auszeichnungen (Auswahl)
- Black-Eyed Susan Book Award, Nominierung[5]
- Bank Street Best Children’s Book of the Year, Auswahlliste
- Magnolia Book Award, Nominierung[5]
- Deutscher Jugendliteraturpreis 2022, Doppel-Nominierung (Kritiker- und Jugendjury)[1][2]

## Ausgaben
- What I Leave Behind. Atheneum/Caitlyn Dlouhy Books, New York 2018. ISBN 978-1-4814-7657-7
  - dt.: Wie man eine Raumkapsel verlässt. Aus dem Englischen von Birgitt Kollmann. dtv Reihe Hanser, München 2021. ISBN 978-3-423-64071-8